# Wohn- und Teilhabegesetz (Nordrhein-Westfalen)
Das Wohn- und Teilhabegesetz (WTG) stellt in Nordrhein-Westfalen einen wesentlichen Teil der Umsetzung der Föderalismusreform 2006 auf dem Gebiet des Heimrechts dar. Das Bundes-Heimgesetz wird damit für den Geltungsbereich des Landes NRW vollständig abgelöst und durch das WTG NRW ersetzt (§ 49 Abs. 2 WTG NRW).
Mit dem Inkrafttreten der Föderalismusreform 2006 wurde die Gesetzgebungszuständigkeit des Bundes im Heimrecht trotz heftiger Proteste von vielen Fachstellen auf die Bundesländer übertragen. Nordrhein-Westfalen war nach Baden-Württemberg und Bayern das dritte Bundesland, das für seinen Bereich das Heimgesetz des Bundes ablöste. Für den Heimvertrag gelten weiterhin bundesweite Bestimmungen, nun geregelt im Wohn- und Betreuungsvertragsgesetz (WBVG).
Zusätzlich zum Landesheimgesetz hat Nordrhein-Westfalen durch eine gleichzeitig erlassene Durchführungsverordnung (WTG DVO) teilweise die bisherigen bundesweiten Verordnungen zum Heimgesetz abgelöst.
Die nordrhein-westfälische Landesregierung unter Sozialminister Laumann legte Ende 2018 eine Gesetzesnovellierung vor, die unter anderem die ordnungsrechtliche Privilegierung neuer Wohnformen wie ambulant betreuter Wohngemeinschaften reduzieren sollte. Nach Protesten von Interessensverbänden dieser Wohnformen wurde der Gesetzesentwurf überarbeitet. Die Novellierung wurde im April 2019 im Landtag verabschiedet.